# Saint-Martin-Lestra
Saint-Martin-Lestra település Franciaországban, Loire megyében. Lakosainak száma 926 fő (2022. január 1.). Saint-Martin-Lestra Virigneux, Saint-Clément-les-Places, Chambost-Longessaigne, Haute-Rivoire, Essertines-en-Donzy, Jas és Saint-Barthélemy-Lestra községekkel határos.

## Népesség
A település népessége az elmúlt években az alábbi módon változott:
| Lakosok száma | 851  | 705  | 604  | 823  | 904  | 895  | 895  | 906  | 907  | 926  |
|               | 1968 | 1982 | 1990 | 2006 | 2013 | 2015 | 2017 | 2019 | 2020 | 2022 |